# Robert Whytlaw-Gray
Robert H. Whytlaw-Gray, también conocido como Robert W. Gray (Londres, 14 de junio de 1877 - Welwyn, Hertfordshire, 21 de enero de 1958) fue un químico experimental inglés que realizó un gran número de determinaciones muy precisas de constantes físicas y masas atómicas. Estudió en la Universidad de Glasgow y la University College de Londres donde también fue profesor asistente. Él y William Ramsay aislaron el gas radón, un elemento químico perteneceiente a los gases nobles, y estudiaron sus propiedades físicas (densidad, masa atómica).

## Biografía y carrera profesional
Después de asistir a la St Paul's School, en Londres, Gray estudió en la Universidad de Glasgow y en la Universidad de Londres. Durante su estancia en Glasgow, fue herido en una explosión durante un intento de diazotización, y, después de ser encontrado por Morris Travers, necesitó ser tratado en el hospital. Estudió en la Universidad de Bonn y se doctoró en 1906, con la supervisión del químico alemán Richard Anschütz. A continuación, regresó a la University College de Londres donde trabajó como ayudante (1907-1909) y como profesor asistente (1909-1914). Durante esta etapa realizó estudios sobre derivados de la sacarina y sobre determinaciones precisas de masas atómicas de elementos siguiendo el método de Berthelot.
Luego se convirtió en profesor de química inorgánica de la Universidad de Leeds. De 1914 a 1923, enseñó en el Eton College. En 1928, fue elegido Fellow de la Royal Society. Se retiró en 1950, y murió en 1958 en Welwyn.

## Aislamiento del radón
Trabajó en la caracterización del gas radón con William Ramsay y con Frederick Soddy, consiguiendo aislarlo en 1910, y medir su masa atómica. Para ello hubo de construir una balanza de cuarzo extremadamente precisa pues sólo habían conseguido aislar 0,0658 x 10-5 cm³ de gas con una masa de 6,55 x 10-7 gramos. El instrumento era una microbalanza de Steele-Grant modificada, cien veces más precisa que la microbalanza de Nernst. 